# Castelo Velho de Alcoutim
O Castelo Velho de Alcoutim, também denominado como Castro de Santa Bárbara, localiza-se na atual Freguesia de Alcoutim e Pereiro, no Município de Alcoutim, no Distrito de Faro, em Portugal.
Constituíndo-se em uma das mais importantes estruturas da arquitectura militar islâmica do Algarve, o monumento domina a plataforma de topo de um morro alcantilado, sobre o rio Guadiana, a cerca de um quilómetro a norte da vila de Alcoutim.
Encontra-se classificado como Imóvel de Interesse Público pelo Decreto de 31 de Dezembro de 1997, sendo considerado como um ex-libris da região em geral e do concelho de Alcoutim em particular, do ponto de vista do legado muçulmano.

## História
A opção muçulmana pelo sítio onde se ergue o chamado Castelo Velho não é plenamente compreendida pelos estudiosos. É certo, entretanto, que a defesa foi determinada pela navegação no rio Guadiana e pela importância da atividade mineradora na região à época. As pesquisas arqueológicas no local documentam adequadamente a sua edificação, a partir da formação do Emirado de Córdova. Posteriormente, à época dos califas e das primeiras taifas, as suas instalações foram ampliadas, adossando-se algumas edificações às suas muralhas e erguendo-se uma torre para a proteção do portão principal de acesso.
Abandonado durante o século XI em circunstâncias desconhecidas, a estrutura gradativamente perdeu os seus fins militares. Após Reconquista cristã da região, os soberanos de Portugal privilegiaram o sítio da atual vila, para cuja defesa erigiram o Castelo de Alcoutim. Este monumento, entretanto, ainda sofreu algumas intervenções durante o século XIII, como pode ser constatado pela presença de ameias nos panos de muralhas e de portas góticas.
Recentemente vem sendo objeto de pesquisa arqueológica sob a responsabilidade da Prof.ª Helena Maria Gomes Catarino, com recursos oriundos do IPA com apoio logístico da Câmara Municipal de Alcoutim. O projeto, denominado Povoamento e fortificações islâmicas do Algarve Oriental: o Castelo Velho de Alcoutim e o seu território mineiro busca estudar o chamado Castelo Velho e seu território, privilegiando aspectos culturais do processo de islamização e a sua relação com as atividades econômicas regionais, em particular a mineração.
Em 24 de Fevereiro de 2022, o jornal Barlavento noticiou que a autarquia de Alcoutim tinha assinado o termo de aceitação da candidatura de Valorização do Castelo Velho de Alcoutim, que tinha como finalidade a preservação e promoção do monumento. Entre as medidas a implementar, incluía-se o desenvolvimento de uma aplicação informática, a criação de jogos de tabuleiro, a organização de uma exposição, e o lançamento de um guia. Esta intervenção iria ter um custo de cerca de 400 mil Euros, parcialmente suportado por fundos comunitários, ao abrigo do programa Operacional CRESC Algarve 2020.

## Características
O conjunto compõe-se de dois recintos fortificados, ambos de planta retangular, em pedra de xisto irregular solta, argamassada com terra, característica da arquitetura omíada:
- o interior, em cota mais elevada, corresponde à alcáçova. Com uma área de cerca de 32 metros de comprimento por 22 metros de largura (c. 704 m²), é reforçado por diversas torres de planta quadrangular e rectangular, nenhuma delas posicionada nos ângulos. Os seus muros, com cerca de 2 metros de espessura, apresentam, na face externa, buracos destinados ao escoamento de águas pluviais ou esgotos. No seu interior abre-se a cisterna, assim como se erguem algumas edificações (habitações), caracterizando uma pequena alcáçova, com pátios, arruamentos, cozinhas e quartos. A muralha Norte é rasgada por uma estreita porta e o troço voltado sobre o rio Guadiana teria sido reforçado, durante o século XI, mesma época em que terá sido construído o torreão (5,30 metros de comprimento por 3,80 metros de largura) destinado a reforçar a defesa da porta principal, rasgada a Leste.
- o exterior, delimitado pela cerca que defende o povoado, na encosta. Identificada pela análise dos taludes e pela observação dos tramos visíveis à superfície do solo, apresenta planta retangular e os seus muros são reforçados por torres adossadas. Na cerca abre-se uma porta em cotovelo, que se comunicava com o setor residencial extra-muros que se estendia até à margem do Guadiana.